# Like a Dragon: Pirate Yakuza in Hawaii
 (février 2025).
Si vous disposez d'ouvrages ou d'articles de référence ou si vous connaissez des sites web de qualité traitant du thème abordé ici, merci de compléter l'article en donnant les références utiles à sa vérifiabilité et en les liant à la section « Notes et références ».
Like a Dragon: Pirate Yakuza in Hawaii est un jeu vidéo d'action-aventure édité par Sega et développé par Ryu Ga Gotoku Studio. Le jeu est sorti le 21 février 2025 sur Windows, PlayStation 4, PlayStation 5, Xbox One et Xbox Series.
Les événements du jeu se déroulent six mois après ceux de Like a Dragon: Infinite Wealth. Pour la seconde fois depuis Yakuza Zero on y incarne le grand rival de Kazuma Kiryu, Goro Majima qui va se retrouver capitaine d'un navire de pirates.

## Histoire
Le joueur incarne Goro Majima (Hidenari Ugaki) qui se réveille sur une plage, amnésique, incapable de savoir ce qu'il fait là, et encore moins de se souvenir de son passé ou de son nom. Alors qu'il crevait de soif, la tête dans le sable, il rencontre un petit garçon d'une dizaine d'années, Noah Rich (First Summer Uika, la seyuu avait joué le rôle d'Akame dans Like a Dragon Gaiden: The Man Who Erased His Name) qui lui apporta de l'eau. Après avoir défendu le petit garçon contre des pirates qui l'attaquaient, Majima le suit et espère au fond de lui retrouver son passé perdu. 

## Système de jeu
Comme dans les Yakuza de 0 à 6, le système de combat est en temps réel.
Pirate oblige, il y aura de nombreuses batailles navales.
Outre Honolulu et Nele Island déjà dans Like a Dragon: Infinite Wealth, deux autres lieux seront à visiter : Rich Island et Madlantis.